# Hypothesis
Hypothesis é um álbum de estúdio do músico grego Vangelis, gravado em 1971 e lançado em 1978.

## Faixas
1. "Hypothesis, Part 1" – 16:00
2. "Hypothesis, Part 2" – 16:10